# Rotação de Givens
Em álgebra linear numérica, uma rotação de Givens é uma rotação no plano gerado por dois eixos de coordenadas. As rotações de Givens foram nomeadas em homenagem à Wallace Givens, que apresentou a técnica aos analistas numéricos na década de 1950, enquanto trabalhava no Argonne National Laboratory.

## Representação matricial
Uma rotação de Givens é representada por uma matriz da forma
{\displaystyle G(i,j,\theta )={\begin{bmatrix}1&\cdots &0&\cdots &0&\cdots &0\\\vdots &\ddots &\vdots &&\vdots &&\vdots \\0&\cdots &c&\cdots &-s&\cdots &0\\\vdots &&\vdots &\ddots &\vdots &&\vdots \\0&\cdots &s&\cdots &c&\cdots &0\\\vdots &&\vdots &&\vdots &\ddots &\vdots \\0&\cdots &0&\cdots &0&\cdots &1\end{bmatrix}}}
onde c = cos θ e s = sen θ aparecem nas interseções das i-ésima e j-ésima linhas e colunas. Isto é, os elementos não-nulos da matriz de Givens são dados por:
{\displaystyle {\begin{aligned}g_{k\,k}&{}=1\qquad {\text{para}}\ k\neq i,\,j\\g_{i\,i}&{}=c\\g_{j\,j}&{}=c\\g_{j\,i}&{}=-s\\g_{i\,j}&{}=s\qquad {\text{para}}\ i>j\end{aligned}}}
Note que o sinal dos senos muda quando j > i.
O produto G(i, j, θ)x representa a rotação no sentido anti-horário do vector x no plano (i, j) de θ radianos, por isso o nome de rotação de Givens.
O principal uso das rotações de Givens na álgebra linear numérica é para introduzir zeros em vetores e matrizes. Esse efeito pode, por exemplo, ser usado no cálculo da decomposição QR de uma matriz. Uma vantagem sobre as transformações de Householder é que elas podem ser paralelizadas facilmente, e outra é que frequentemente, para matrizes bastante esparsas elas exigem uma quantidade pequena de operações.